# WTA Ponte Vedra Beach
Das WTA Ponte Vedra Beach (offiziell: MPS Group Championships) war ein Damen-Tennisturnier der WTA Tour, das als Nachfolger des WTA-Turniers von Amelia Island 2009 und 2010 in der Stadt Ponte Vedra Beach, Florida, auf grünem Sand ausgetragen wurde.

## Siegerliste

### Einzel
| Jahr                         | Siegerin           | Finalgegnerin      | Ergebnis |
| ---------------------------- | ------------------ | ------------------ | -------- |
| ↓ Kategorie: International ↓ |                    |                    |          |
| 2009                         | Caroline Wozniacki | Aleksandra Wozniak | 6:1, 6:2 |
| 2010                         | Caroline Wozniacki | Wolha Hawarzowa    | 6:2, 7:5 |

### Doppel
| Jahr                         | Siegerinnen                  | Finalgegnerinnen            | Ergebnis         |
| ---------------------------- | ---------------------------- | --------------------------- | ---------------- |
| ↓ Kategorie: International ↓ |                              |                             |                  |
| 2009                         | Chuang Chia-jung Sania Mirza | Květa Peschke Lisa Raymond  | 6:3, 4:6, [10:7] |
| 2010                         | Bethanie Mattek-Sands Yan Zi | Chuang Chia-jung Peng Shuai | 4:6, 6:4, [10:8] |